# Сутягін Микола Васильович
Мико́ла Васи́льович Сутя́гін (рос. Николай Васильевич Сутягин; 5 травня 1923, Смагіно — 12 листопада 1986) — радянський льотчик-винищувач, Герой Радянського Союзу (1951), генерал-майор авіації (1967), «Заслужений військовий льотчик СРСР» (1971).

## Життєпис
Народився 5 травня 1923 року в селі Смагіному (нині Бутурлінського району Нижньогородської області) в сім'ї селянина. Росіянин. У 11-річному віці переїхав у місто Горький (нині Нижній Новгород) до дідуся. Навчався в школі і працював, щоб допомагати родині. У 1938 році закінчив середню школу № 18 у Горькому. У 1939 році поступив в місцевий аероклуб імені Баранова, закінчив його в 1940 році.
З 1941 року в лавах Червоної армії. У 1942 році закінчив Чернігівську військову авіаційну школу пілотів. У жовтні 1942 року отримав призначення в 582-й винищувальний авіаційний полк, що базувався на Далекому Сході. Через місяць, після переформування був переведений в 5-й винищувальний авіаційний полк тієї ж дивізії. Освоїв І-16, Як-7, Як-9.
У серпні-вересні 1945 року брав участь у радянсько-японській війні. Зробив 13 вильотів на Як-3 і По-2, з них три бойові. За участь у бойових діях проти японських мілітаристів командир ланки лейтенант Сутягін був нагороджений орденом Червоної Зірки.
Після війни залишився служити у військовій авіації. У 1946 році закінчив курси підвищення кваліфікації. Член ВКП(б) з 1946 року. З квітня 1947 року служив командиром ланки в 17-му винищувальному авіаційному полку. Спочатку літав на P-63 «Кінгкобра», з переходом на реактивну авіацію в 1950 році успішно освоїв МіГ-15. У жовтні 1950 року полк передали в 303-ю винищувальну авіадивізію 54-ї повітряної армії і перекинули на Далекий Схід.
З квітня 1951 року в складі полку знаходився в урядовому відрядженні в Північному Китаї, базуючись на аеродромі міста Мукдена. З 11 червня 1951 року заступник командира ескадрильї з льотної частини старший лейтенант М. В. Сутягін у боях Корейської війни. Першу перемогу здобув уже 19 червня 1951 року — збив F-86 «Сейбр». До 12 серпня 1951 року на рахунку Сутягіна було вже 7 збитих особисто американських літаків в 30 бойових вильотах і в 12 повітряних боях.
Указом Президії Верховної Ради СРСР від 10 жовтня 1951 року за зразкове виконання урядового завдання і проявлені при цьому мужність і героїзм капітану Сутягіну Миколі Володимировичу було присвоєно звання Героя Радянського Союзу з врученням ордена Леніна і медалі «Золота Зірка» (№ 9 282).
Продовжуючи брати участь у бойових діях, до лютого 1952 року Микола Сутягін довів свій рахунок до 21 (за іншими даними — 23) збитих літаків. Всього в небі Кореї він зробив 149 бойових вильотів і провів 66 повітряних боїв. Неодноразово водив на бойові завдання полк. У січні 1952 року був представлений до другої медалі «Золота Зірка», проте нагороду так і не отримав.
По поверненню в СРСР в березні 1952 року вступив на підготовчі курси, а у вересні 1953 року — на основний факультет Військово-повітряної академії, яку закінчив в 1956 році.
З жовтня 1956 року — заступник командира з льотної підготовки 826-го навчального винищувального полку 2-х Центральних курсів удосконалення льотного складу у Таганрозі.
З травня 1960 року — командир 963-го навчального винищувального авіаційного полку Єйського військового авіаційного училища льотчиків.
З жовтня 1961 року — заступник начальника з льотної підготовки Качинського військового авіаційного училища льотчиків, з липня 1962 року — на навчанні.
У 1964 році закінчив Військову академію Генерального штабу, у вересні цього року призначений начальником Харківського вищого авіаційного училища льотчиків.
З травня 1968 року — заступник командувача з бойової підготовки та військових навчальних закладів 69-ї повітряної армії (Київ).
У жовтні 1970 — жовтні 1971 років — головний військовий радник з авіації Демократичній Республіці В'єтнам, нагороджений орденом Червоної Зірки. По поверненню з відрядження в жовтні 1971 року генерал-майор Сутягін отримав призначення на посаду заступника командувача з ППО 16-й повітряною армією (Група радянських військ у Німеччині, Вюнсдорф).
З травня 1978 року — у розпорядженні Головнокомандувача ВПС, в серпні 1978 року звільнений в запас. Жив у Києві. Працював начальником штабу цивільної оборони НДІ гідротехніки і меліорації.
Помер 12 листопада 1986 року. Похований на Байковому кладовищі міста Києва.

## Нагороди
Нагороджений орденами Леніна (10 жовтня 1951), Вітчизняної війни 1-го ступеня (11 березня 1985), трьома орденами орденами Червоної Зірки (26 серпня 1945, 30 грудня 1956, 4 травня 1972), орденом «За службу Батьківщині у Збройних Силах СРСР» 3-го ступеня (22 лютого 1977), медаллю «За бойові заслуги» (17 травня 1950), іншими медалями.

## Вшанування пам'яті
У червні 2004 року в селі Смагіному, на будинку, де народився Микола Сутягін, була відкрита меморіальна дошка. Центральна вулиця села носить ім'я Героя.